# Mayfair Ballroom

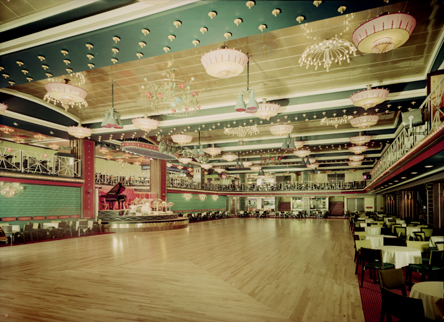
Le Mayfair Ballroom en 1961.

Le Mayfair Ballroom est une salle de bal et une salle de concert située sur Newgate Street à Newcastle upon Tyne, en Angleterre et démolie en 1999. 
La salle oblongue a été construite pour accueillir 1 500 personnes et avait une petite scène le long d'un des murs.
Le lieu a accueilli l'un des clubs de rock les plus grands et durables (quatre décennies), en Europe.
Cela a été également un lieu populaire de rave[réf. souhaitée].
Le premier de tous les concerts-live de Led Zeppelin au Royaume-Uni s'est déroulé au Mayfair Ballroom le 4 octobre 1968.
En 1999, le Mayfair a été démoli pour faire place à un complexe de loisirs appelé The Gate. La soirée de clôture a réuni 5 000 personnes.